# Conferencia de las Naciones Unidas sobre el Cambio Climático de 2021
La Conferencia de las Naciones Unidas sobre Cambio Climático de 2021 fue la 26.ª conferencia de las partes de la Convención Marco de las Naciones Unidas sobre el Cambio Climático (COP26), y se celebró entre el 31 de octubre y el 12 de noviembre en la ciudad de Glasgow, Escocia. En un principio la reunión estaba prevista para noviembre de 2020, pero la pandemia de COVID-19 ocasionó que se aplazara. La conferencia también incluirá la 16.° reunión de las partes del Protocolo de Kioto (CMP16) y la tercera reunión de las partes del Acuerdo de París (CMA3).

## Antecedentes

### Presidencia

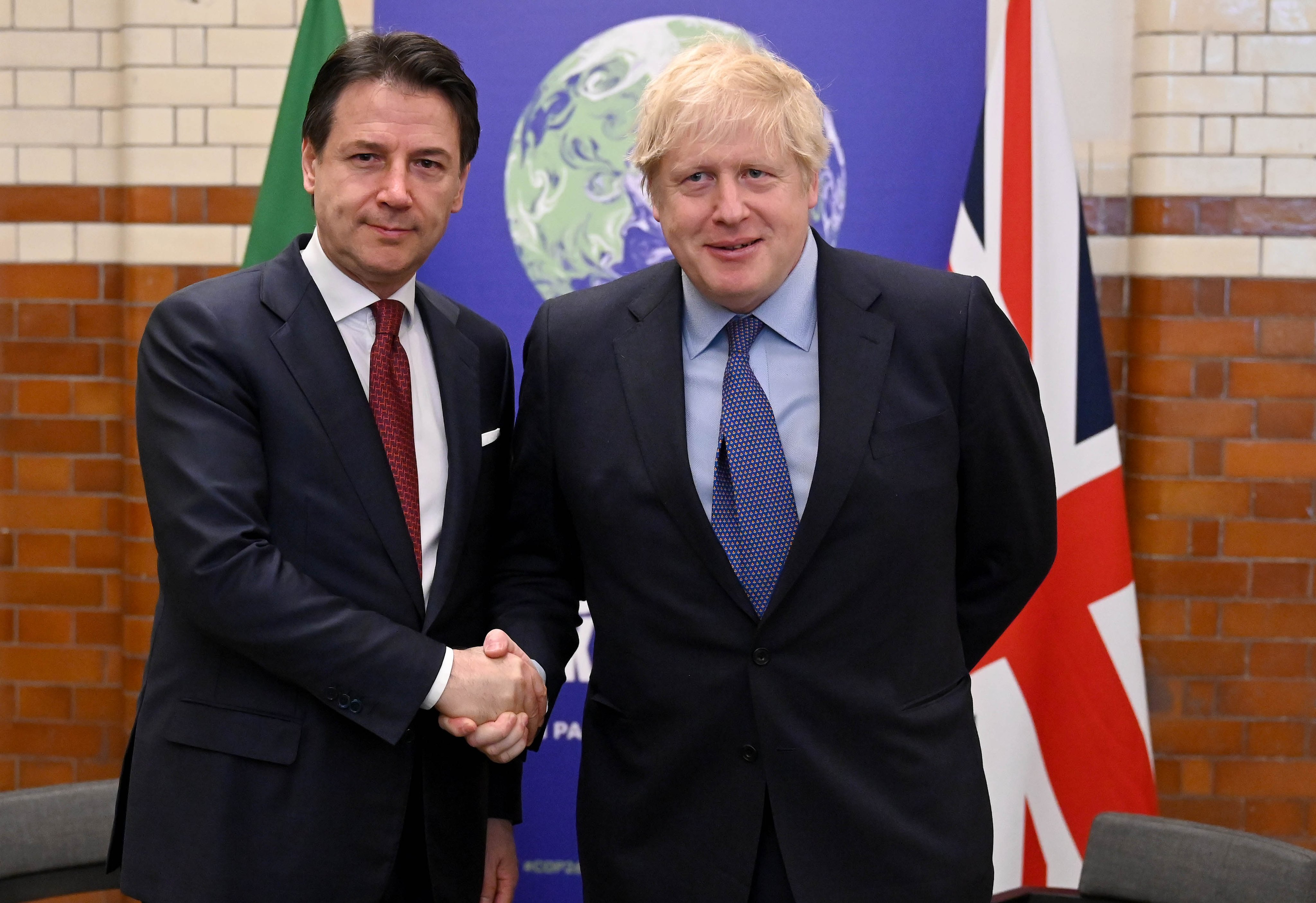
Los primeros ministros de Italia y el Reino Unido, Giuseppe Conte y Boris Johnson en el lanzamiento de la COP26 en febrero de 2020

El Reino Unido ocupa la presidencia de la conferencia. Inicialmente, la ministra de Estado de Energía y Crecimiento Limpio, Claire Perry, fue nombrada para ocupar el cargo de presidenta, pero fue destituida el 31 de enero de 2020, varios meses después de que renunciara como diputada. El ex primer ministro David Cameron y el ex secretario de Relaciones Exteriores William Hague se negaron a asumir el cargo. El 13 de febrero de 2020, se nombró al Secretario de Negocios, Energía y Estrategia Industrial, Alok Sharma. El 8 de enero de 2021, Sharma fue reemplazado por Kwasi Kwartengcomo Secretario de Negocios, Energía y Estrategia Industrial y se trasladó a la Oficina del Gabinete, con el fin de centrarse en la presidencia a tiempo completo.
Nigel Topping fue nombrado Líder de Acción Climática de Alto Nivel del Gobierno del Reino Unido para la COP26; es el ex director ejecutivo de We Mean Business, una organización de acción contra el cambio climático. Designado para el papel de asesor de Finanzas Climáticas fue Mark Carney, exgobernador del Banco de Inglaterra.
Italia se asoció con el Reino Unido para liderar la COP26. En su mayor parte, su función fue en el trabajo preparatorio, como la organización de una sesión previa a la COP y un evento para jóvenes llamado Youth4Climate 2020: Driving Ambition. Estos hechos tuvieron lugar entre el 28 de septiembre y el 2 de octubre de 2020 en Milán.

### Aplazamiento
Debido a la pandemia de COVID-19, se pospuso aplazar la coferencia hasta el 31 de octubre al 12 de noviembre de 2021. Ambos países anfitriones, Italia y el Reino Unido, se vieron muy afectados por la pandemia, y la sede de la conferencia, el Centre en Glasgow (SEC), se convirtió en mayo de 2020 en un hospital temporal para pacientes con COVID-19 en Escocia.
La secretaria de la Convención, Patricia Espinosa, tuiteó que "A la luz de los efectos actuales y mundiales del COVID-19, no es posible realizar la COP26 en noviembre de 2020". También indicó que el reinicio de las economías sería una oportunidad para "Dar forma a la economía del siglo XXI de formas limpias, ecológicas, saludables, justas, seguras y más resilientes". La fecha reorganizada se anunció en mayo de 2020. A principios de 2021, el Reino Unido e Italia organizaron las cumbres del G7 y el G20 respectivamente.
Observadores independientes señalaron que, aunque no está directamente relacionado, el aplazamiento le dio a la comunidad internacional tiempo para responder al resultado de las elecciones presidenciales de Estados Unidos, llevadas a cabo en noviembre de 2020, el entonces presidente Donald Trump retiró a Estados Unidos del Acuerdo de París, aunque esto no podría entrar en vigor hasta el día siguiente a las elecciones; mientras que sus rivales demócratas se comprometieron a reunirse de inmediato y de reducir las emisiones. Joe Biden lo hizo al asumir el cargo de presidente.

### Patrocinadores
Las cumbres anteriores fueron patrocinadas por empresas de combustibles fósiles. Para reducir esta influencia, el gobierno del Reino Unido decidió que los patrocinadores "deben tener compromisos reales para ayudarlos a llegar a tener neutralidad de carbono en un futuro próximo". Los principales patrocinadores son las empresas británicas: National Grid, NatWest Group, Scottish Power, SSE plc. T ambién cuenta con las empresas: Sky UK, Unilever, Honeywell, GlaxoSmithKline, Sainsbury's, Hitachi y Microsoft.

## Ubicación

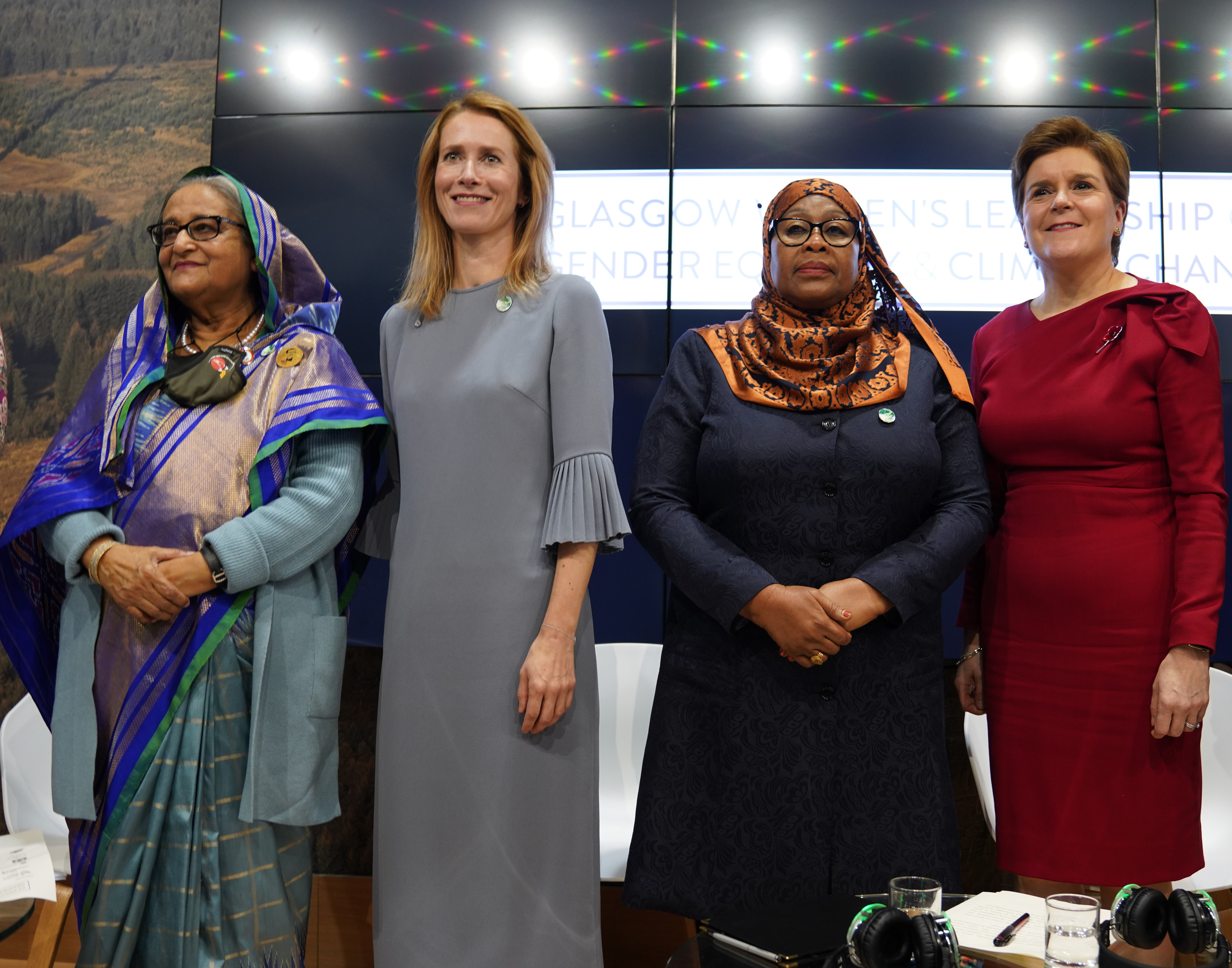
De izquierda a derecha: La primera ministra de Bangladés, Sheikh Hasina, la primera ministra de Estonia, Kaja Kallas, la presidenta de Tanzania, Samia Suluhu, y la primera ministra de Escocia, Nicola Sturgeon, en la COP26

La conferencia se lleva a cabo en SEC Centre, en la ciudad de Glasgow, Escocia. Los ayuntamientos y sus alrededores se comprometieron a plantar 18 millones de árboles en preparación para la cumbre. Los organizadores han implementado numerosas reglas para evitar el contagio de COVID-19.

## Participantes

### Asistentes
Asistieron veinticinco mil delegados de 200 países, y alrededor de 120 jefes de Estado. Entre los asistentes se encontraban:
- Gotabaya Rajapaksa, presidente de Sri Lanka
- Naftali Bennett, primer ministro de Israel
- Joe Biden, presidente de los Estados Unidos
- Volodímir Zelenski, presidente de Ucrania
- Kyriakos Mitsotakis, primer ministro de Grecia
- Mark Rutte, primer ministro de los Países Bajos
- Narendra Modi, primer ministro de India
- Justin Trudeau, primer ministro de Canadá
- Fumio Kishida, primer ministro de Japón[25]
- Joko Widodo, presidente de Indonesia[26]
- Scott Morrison, primer ministro de Australia[27]
- Andrej Babiš, primer ministro de la República Checa[28]
- Angela Merkel, canciller de Alemania
- Pedro Sánchez, presidente del Gobierno de España
- Emmanuel Macron, presidente de Francia
- Abdel Fattah el-Sisi, presidente de Egipto
- Luis Arce, presidente de Bolivia

El príncipe Carlos acudió presencialmente a la ceremonia de apertura de la conferencia. Se tenía previsto que la Reina Isabel II acudiera también a la conferencia, pero se dirigió a la conferencia a través de un video, debido a que los médicos le aconsejaron descanso.

### No asistieron
- Xi Jinping, presidente de China, anunció que no asistiría a la conferencia.[31] Esto fue calificado por la agencia de noticias Reuters "que hacía menos probable que la conferencia resultara en un acuerdo climático significativo." Debido a que las emisiones de gases de efecto invernadero de China son las más grandes del mundo[32]
- Vladímir Putin, presidente de Rusia, declaró que su ausencia se debió a preocupaciones relacionadas con la pandemia de COVID-19 en Rusia[33]
- Recep Tayyip Erdoğan, presidente de Turquía, no asistió debido a que su solicitud de protocolo de seguridad fue rechazada.[34]
- Greta Thunberg, activista del cambio climático sueca, criticó la cumbre en una protesta simultánea de Fridays For Future en Glasgow, declaró que "Esta conferencia es hasta ahora como las conferencias anteriores y eso no nos ha llevado a ninguna parte"[35][36]
- Cyril Ramaphosa, presidente de Sudáfrica[37][38][39]
- Ebrahim Raisi, presidente de Irán[37][38][39]
- Andrés Manuel López Obrador, presidente de México[37][38][39]
- Jair Bolsonaro, presidente de Brasil[37][38][39]

## Negociaciones
La cumbre de líderes mundiales se llevó a cabo los días 1 y 2 de noviembre, haciendo cada líder una declaración nacional.
Un objetivo importante de la conferencia es limitar el aumento de temperatura a 1,5 ॰C. También se está discutiendo la eliminación del carbón.

## Reacciones

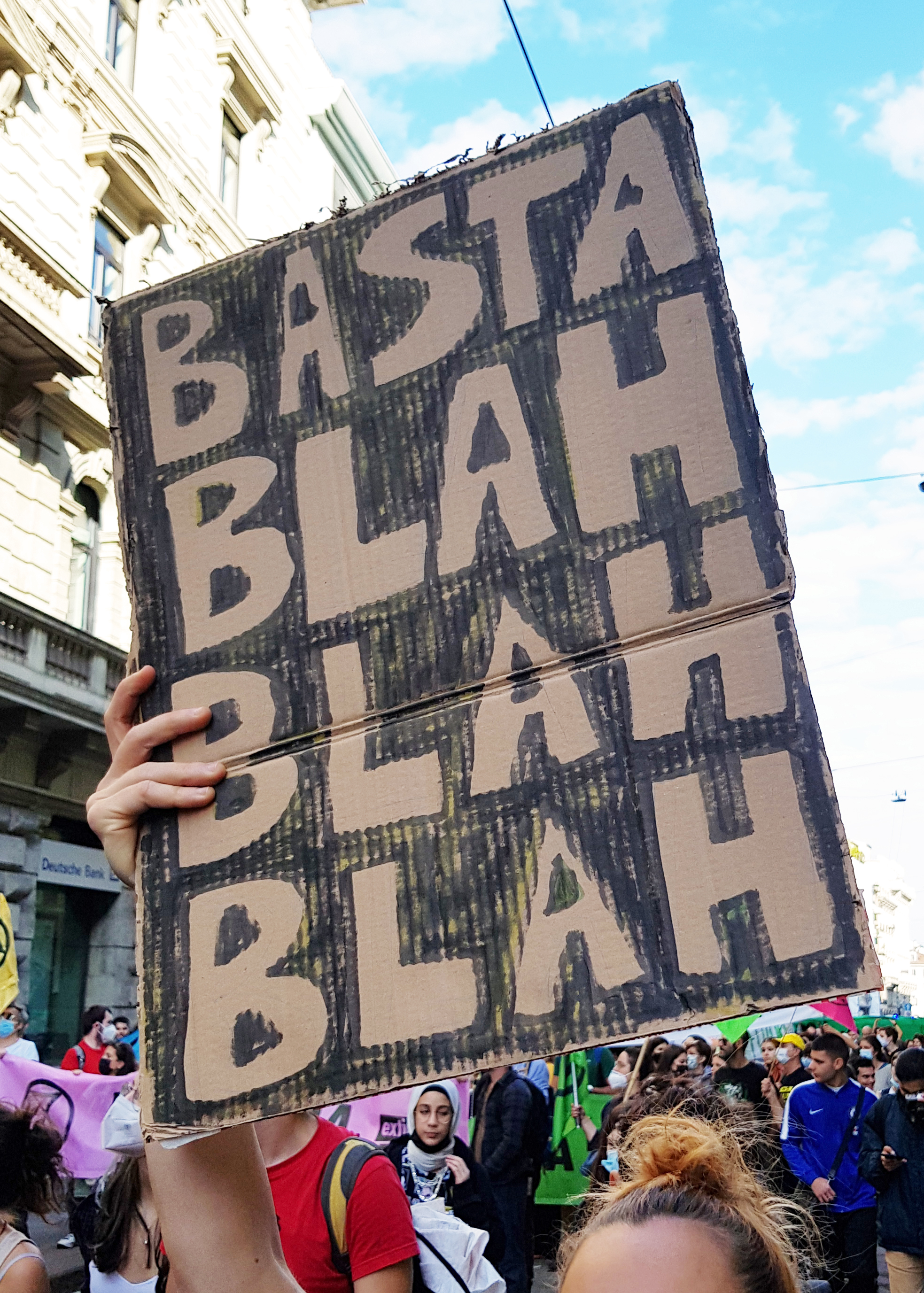
Un letrero en una protesta de Fridays For Future en Milán, Italia, el 1 de octubre de 2021

### Críticas
Los líderes empresariales y políticos, incluidos Jeff Bezos, el príncipe Carlos, Boris Johnson, Joe Biden y Angela Merkel, que viajaron a Glasgow en aviones privados, recibieron diversas críticas por parte de activistas ambientales, debido a que los aviones en que llegaron a la Cumbre del Clima producen emisiones de carbono que no coinciden con los objetivos de la COP26, de reducir las emisiones mundiales de CO2. Alrededor de 400 aviones privados y una gran cantidad de coches llegaron a Glasgow para la conferencia, sobre todo de forma llamativa la primera jornada.
En octubre de 2021, la BBC informó que una gran filtración de documentos reveló que Arabia Saudita, Japón y Australia se encontraban entre los países que pedían a la ONU que minimizara la necesidad de dejar rápidamente de los combustibles fósiles. También mostró que algunos países, incluidas Suiza y Australia, estaban cuestionando brindar la posibilidad de pasar a tecnologías ambientales. El gobierno australiano fue criticado por albergar a una compañía de combustibles fósiles en la cumbre, no comprometerse a reducir las emisiones de metano y a eliminar gradualmente el carbón.
En una entrevista antes de la conferencia, Greta Thunberg, declaró: "En realidad, nada ha cambiado con respecto a años anteriores. Los líderes dirán, haremos esto y uniremos nuestras fuerzas y lo lograremos, y luego no harán nada. Tal vez algunas cosas simbólicas y contabilidad creativa y cosas que realmente no tengan un gran impacto. Podemos tener tantas COP como queramos, pero nada real saldrá de ellas."
La sostenibilidad del menú de comida de la conferencia fue criticada por el grupo de justicia animal y climática Rebelión animal, debido a que casi el 60% del menú era base de carne y lácteos, y platos etiquetados como altos en emisiones de gases de efecto invernadero de la agricultura. La encargada del abastecimiento de alimentos en la COP26, Lorna Wilson, dijo que el personal había estado trabajando hacia una estrategia de abastecimiento del 95% de alimentos del Reino Unido y el 5% de productos internacionales. También declaró que el menú era en un 40% a base de plantas y un 60% vegetariano en general. El evento eliminó los vasos y plásticos de un solo uso.
También hubo preocupación por la inclusión e influencia de grandes delegaciones de industrias, particularmente grandes empresas contaminantes y organizaciones financieras involucradas en las causas de las emisiones de gases de efecto invernadero en la conferencia.

### Protestas
El 5 de noviembre, una protesta de Fridays For Future, organizada por Thunberg, reunió a miles de personas, en su mayoría jóvenes escolares y universitarios. Los asistentes apoyaron acciones más inmediatas y de mayor alcance sobre el cambio climático. Criticaron el "bla bla bla" de los políticos y pidieron acciones efectivas contra el cambio climático. En la ciudad de Glasgow y la mayoría de los ayuntamientos vecinos declararon que los estudiantes no serían castigados si los padres informaban a sus escuelas de la ausencia. El 6 de noviembre, en el Día Mundial de Acción por la Justicia Climática, alrededor de 100.000 personas se unieron a una marcha en Glasgow. Las protestas fueron las más grandes en Glasgow desde las marchas contra la guerra de Irak en 2003. Una marcha en Londres atrajo a 10.000 personas según la policía y 20.000 según los organizadores.The Times anticipó que el total de participantes ascendería a más de dos millones. Se llevaron a cabo 100 marchas adicionales en otras partes del país, con un total de 300 protestas en 100 países, según The Guardian.
La activista climática de Uganda Vanessa Nakate y activistas indígenas dieron discursos en Glasgow. Los problemas resaltados por los manifestantes incluyeron poner los intereses corporativos en primer plano y el fracaso de los políticos para abordar la emergencia climática con la urgencia requerida, así como sus causas subyacentes. Los científicos ecologistas, activistas veganos, sindicalistas y socialistas estuvieron presentes en las marchas.